# Goodman Story
Goodman Story（韓語：굿맨스토리），是一家韩国艺人经纪公司，由演员曹承佑的经纪人李硕周创立于2015年2月。李硕周担任公司首席执行官至2021年，后由金明哲接任。

## 旗下艺人
| - 曹承佑（2015年4月至今） - 崔載雄 - 文钟元 - 千大万 - 文太裕（2017年1月至今） - 姜毕锡（2021年6月至今） - 朴成日（2021年6月至今） - 李东洙（2021年6月至今） - 梁勝悧（2021年6月至今） - 金道铉（2022年9月至今） - 黄淳钟（2022年9月至今） - 太仁鎬（2023年3月至今） - 申盛民（2024年5月至今） | - 孔贤智（2021年6月至今） - 李恩才（2021年8月至今） - 尹惠珍（2021年9月至今） - 金娜英（2022年1月至今） - 裴斗娜（2023年3月至今） - 闵庆娥（2024年5月至今） |

## 过往艺人
- 杨俊模（2016年5月—未知）
- 丁文晟（2017年4月—2019年9月）
- 金熙真（2018年—2020年）

## 外部连结
- Goodman Story NAVER BLOG （页面存档备份，存于） 
- Goodman Story的Instagram帳戶
- Goodman Story的X（前Twitter）